# 콜로라도 이글스
| 콜로라도 이글스 |                                                              |
| 콘퍼런스        | 서부 콘퍼런스                                                |
| 디비전          | 마운틴 디비전                                                |
| 설립연도        | 2003년 2011년(ECHL 가입)                                     |
| 해체연도        |                                                              |
| 역사            | 콜로라도 이글스 (2003년~현재)                                |
| 경기장          | 버드와이저 이벤트 센터                                       |
| 연고지          | 콜로라도주 러브랜드                                          |
| 상징색          | 검정, 금, 빨강, 파랑                                         |
| 구단주          | 콜로라도 이글스 프로페셔널 하키 LLC                          |
| 단장            | 크리스 스튜어트                                              |
| 감독            | 크리스 스튜어트                                              |
| NHL 제휴        | 콜로라도 애벌랜치                                            |
| AHL 제휴        | 샌안토니오 램페이지                                          |
| 정규시즌 우승   | CHL : 3 (2005, 2006, 2009)                                   |
| 콘퍼런스 우승   | CHL : 4 (2005, 2007, 2008, 2009) ECHL : 1 (2011)             |
| 디비전 우승     | CHL : 6 (2004, 2005, 2006, 2007, 2008, 2009) ECHL : 1 (2016) |
| 켈리 컵         | -                                                            |
| 영구 결번       | 12, 89                                                       |

콜로라도 이글스(Colorado Eagles)는 미국 콜로라도주 러브랜드를 연고지로 하는 ECHL의 서부 콘퍼런스 마운틴 디비전 소속 아이스 하키팀이면, 2003년부터 2011년까지 CHL에 참가하였다가, 2011~2012시즌부터 ECHL로 옮겼다.
2018~2019시즌부터는 AHL에 참가할 예정이다.

## 역대 홈경기장
| 경기장                 | 사용기간    | 수용인원 | 장소                | 비고 |
| ---------------------- | ----------- | -------- | ------------------- | ---- |
| 콜로라도 이글스        |             |          |                     |      |
| 버드와이저 이벤트 센터 | 2003년~현재 | 5,289명  | 콜로라도주 러브랜드 | 빈칸 |